# Felix Perez Camacho
 (juin 2019).
Si vous disposez d'ouvrages ou d'articles de référence ou si vous connaissez des sites web de qualité traitant du thème abordé ici, merci de compléter l'article en donnant les références utiles à sa vérifiabilité et en les liant à la section « Notes et références ».
Pour les articles homonymes, voir Felix Perez, Perez et Camacho.
Felix Perez Camacho, né le 30 octobre 1957 à la base militaire de Camp Zama au Japon, est un homme politique américain. Membre du Parti républicain, il le 7e gouverneur de Guam du 6 janvier 2003 au 3 janvier 2011.

## Biographie
Camacho est né à Camp Zama, une base militaire américaine au Japon, de Carlos Camacho et Lourdes Perez. Il a été élevé à Tamuning, Guam et a été éduqué dans le système scolaire catholique. Le père de Camacho est devenu le dernier gouverneur nommé à Guam en 1969 et son premier gouverneur élu en 1971. Camacho a ensuite obtenu un diplôme en administration des affaires et en finance en 1980 de l' Université Marquette. 
Camacho a occupé des postes au sein de Pacific Financial Corporation en tant que responsable des assurances et chez IBM en tant qu'administrateur de compte. En mars 1988, le gouverneur Joseph Franklin Ada le nomma directeur adjoint de la Public Utility Agency de Guam et, plus tard au cours de cette même année, fut nommé directeur exécutif du département. En 1992, Camacho a été élu sénateur à la vingt-deuxième législature de Guam , puis réélu en 1994 et 1996. En qualité de sénateur, il a été président du Comité du tourisme, des transports et du développement économique. Il a également servi comme whip majoritaire.
En 1998, Camacho était le candidat à la vice-présidence de Joseph Ada dans la campagne au gouverneur très disputée. Leur perte a entraîné l'absence de Camacho de la fonction publique pendant les deux prochaines années. Après avoir remporté les élections législatives de 2000, Camacho est revenu à la législature et a repris sa présidence, ainsi que le poste de chef de la majorité adjoint.
Camacho-Moylan a ensuite battu le président Antonio "Tony" Unpingco lors de l'élection primaire républicaine le 31 août 2002 et contre le député du Congrès de Guam , Robert A. Underwood, et son second, le vice-président Thomas "Tom" C. Ada, aux élections générales. En 2002, Camacho a fait équipe avec le sénateur Kaleo Moylan pour se porter candidat aux postes de gouverneur et de lieutenant-gouverneur de Guam et a battu les prétendants démocrates à la campagne Underwood-Ada.
Camacho a été choisi comme candidat à la vice-présidence en 2006 par le sénateur Michael Cruz , MD, devenu candidat à la vice-présidence . Camacho a de nouveau battu Robert A. Underwood (cette fois avec le sénateur Frank Aguon Jr. en tant que candidat à la vice-présidence ). pour un second mandat.
Il est membre des Chevaliers de Colomb et participe à de nombreuses activités civiques. Il a été honoré comme l'un des jeunes hommes exceptionnels d'Amérique et a reçu le prix Pacific Jaycees Three Young Outstanding People.
En 2016, il s'était présenté contre la démocrate Madeleine Bordallo, représentante de la circonscription du Congrès , à Guam , mais avait été battu de 53% à 47%.